# Magleby (Stevns Kommune)
Magleby ist ein Ort auf der dänischen Insel Seeland. Er gehört zur Gemeinde Stevns in der Region Sjælland und hat 317 Einwohner (Stand 1. Januar 2023).

## Entwicklung der Einwohnerzahl
| Jahr           | Einwohner |
| -------------- | --------- |
| 1. Januar 1976 | 321       |
| 1. Januar 1981 | 319       |
| 1. Januar 1986 | 336       |
| 1. Januar 1990 | 325       |
| 1. Januar 1996 | 316       |
| 1. Januar 2000 | 314       |
| 1. Januar 2004 | 319       |
| 1. Januar 2008 | 319       |
| 1. Januar 2010 | 323       |

## Verwaltungszugehörigkeit
- bis 31. März 1962: Landgemeinde Magleby Stevns, Præstø Amt
- 1. April 1962 bis 31. März 1970: Landgemeinde Stevns, Præstø Amt
- 1. April 1970 bis 31. Dezember 2006: Stevns Kommune, Storstrøms Amt
- seit 1. Januar 2007: Stevns Kommune, Region Sjælland